# Кияцьке озеро
Кия́цьке озеро, також Тарханське озеро, Кият — солоне озеро в системі Перекопських озер, у Красноперекопському районі АР Крим. Довжина 10 км, ширина 2 км, пл. 12,5 км², пересічна глибина 2 м. Улоговина неправильної овальної форми. Береги круті, урвисті, у східній та північно-східній частинах заввишки до 6–8 м, складені з жовто-бурих четвертинних суглинків. Живлення за рахунок підземних і поверхневих вод. Солоність 22–26 ‰. Відбувається щорічно природне осідання солі. Донні відклади представлені сірими та темно-сірими мулами (їхня товща доходить до 4 м). Вода забруднена промисловими стоками. Каналом сполучене з Кирлеуцьким озером.

## Виноски
1. 1 2  А. М. Оліферов (2013). Кияцьке. Енциклопедія сучасної України (електронне видання). Інститут енциклопедичних досліджень НАН України. Архів оригіналу за 11 Березня 2018. Процитовано 8 березня 2018. (англ.)
2. ↑   Кияцьке озеро. // Українська радянська енциклопедія : у 12 т. / гол. ред. М. П. Бажан ; редкол.: О. К. Антонов та ін. — 2-ге вид. — К. : Головна редакція УРЕ, 1974–1985.